# إسحاق كولز
إسحاق كولز (بالإنجليزية: Isaac Coles) هو سياسي أمريكي، ولد في 2 مارس 1747 في ريتشموند في الولايات المتحدة، وتوفي في 3 يونيو 1813 في تشاتهام في الولايات المتحدة. حزبياً، نشط في الحزب الجمهوري الديمقراطي. وقد انتخب عضو مجلس نواب الولايات المتحدة عن ولاية فرجينيا وانتخب عضو مجلس النواب الأمريكي.